# Росомахові
Росомахові (Guloninae) — підродина ссавців родини мустелових. Поширені у Євразії й Америці. Роди Guloninae раніше входили до парафілетичного визначення підродини Mustelinae.

## Склад підродини
Підродина Guloninae
Триба Gulonini
Рід Gulo (1 сучасний вид)
Рід Eira (1 сучасний вид)
Рід †Plesiogulo
Рід †Iberictis
Триба Martini
Рід Martes (8 сучасних видів)
Рід Pekania (1 сучасний вид)
Інші роди:
†Canimartes, †Dehmictis, †Ferinestrix, †Ischyrictis, †Plionictis, †Sthenictis